# Коница
Ко́ница (греч. Κόνιτσα, арум. Konita) — малый город в Греции. Расположен амфитеатром на высоте 600 метров над уровнем моря, на склоне горы Трапезицы в горной цепи Пинде, на выходе из долины реки Аооса (Вьосы), с видом на равнину Коницы, где в Аоос впадают притоки Войдоматис и Сарандапорос, вблизи границы с Албанией, в 44 километрах к северу от Янины, в 197 километрах к западу от Салоник и в 344 километрах к северо-западу от Афин. Административный и торговый центр одноимённой общины (дима) в северо-восточной части периферийной единицы Янины в периферии Эпире. Население 2942 жителя по переписи 2011 года. Площадь 54,506 квадратного километра.
Коница является региональным центром для многих деревень и поселков региона Пинд. Город является отправной точкой для туристов, желающих изучить горы Пинд. Кроме этого интерес представляют следующие области, расположенные рядом с Коницей:
- национальный парк Викос-Аоос;
- гора Змоликас;
- термальные ванны Кавасилон (Λουτρά Καβασίλων) и в Амарандосе (Λουτρά Αμάραντου);
- исторические области Загори и Погони.

По западной окраине города проходит национальная дорога 20 Козани — Янина.

## История
Город был захвачен турками при султане Мураде II (1421—1451). В XVIII веке при османском владычестве основана первая греческая школа в Конице, после посещения Космы Этолийского, в которой работали учителями несколько ученых, среди них Еорьос Мострас (Γεώργιος Μόστρας, род. 1794 в Арте). Коница была освобождена от османского владычества 23 февраля 1913 года в ходе Первой Балканской войны. Во время Первой мировой войны итальянцы оккупировали Коницу в мае-сентябре 1917 года. В итало-греческой войне 1940—1941 годов Коница сильно пострадала, и значительная часть её была сожжена, когда при отступлении итальянцев. В конце декабря 1947 года во время гражданской войны Коница стала полем битвы. Коммунистическая ДАГ пыталась взять город, но потерпела поражение от правительственных войск Греции.
Сообщество Коница создано в 1919 году (ΦΕΚ 184Α).

## Население
| Год  | Население, человек |
| ---- | ------------------ |
| 1991 | 3079               |
| 2001 | 2869               |
| 2011 | ↗ 2942             |

## Известные уроженцы
- Коница, Мехмет (1881—1964) — албанский политический, дипломатический и государственный деятель. Министр иностранных дел Албании
- Йанак Пачо (1914—1991) — народный скульптор Албании.
- Коница, Фаик (1872—1942) — один из самых известных деятелей албанского национально-культурного возрождения, публицист.